# Milt Kahl
Milt Kahl, właśc. Milton Erwin Kahl (ur. 22 marca 1909 w San Francisco, Kalifornia, zm. 19 kwietnia 1987 w Mill Valley, Kalifornia) – amerykański animator, wchodzący w skład tzw. dziewięciu staruszków Disneya.